# 玉鬘 (源氏物語)
玉鬘（たまかずら）は
1. 『源氏物語』の巻名のひとつ。第22帖。夕顔の娘・玉鬘の半生を中心に描かれた巻。巻名は光源氏が詠んだ和歌「恋ひわたる身はそれなれど玉かづらいかなる筋を尋ね来つらむ」に因む。なお、「玉鬘」より「真木柱」までの十帖を玉鬘を主題としたひとまとまりの物語であるとする立場からまとめて玉鬘十帖と呼ぶこともある。
2. 『源氏物語』に登場する架空の人物の通称。頭中将と夕顔の娘。

- 源氏物語 > 源氏物語各帖のあらすじ > 玉鬘十帖 > 玉鬘 (源氏物語)
- 源氏物語 > 源氏物語の登場人物 > 玉鬘 (源氏物語)

| 源氏物語五十四帖 |        |    |        |
| 各帖のあらすじ   |        |    |        |
| 帖               | 名     | 帖 | 名     |
| 1                | 桐壺   | 28 | 野分   |
| 2                | 帚木   | 29 | 行幸   |
| 3                | 空蝉   | 30 | 藤袴   |
| 4                | 夕顔   | 31 | 真木柱 |
| 5                | 若紫   | 32 | 梅枝   |
| 6                | 末摘花 | 33 | 藤裏葉 |
| 7                | 紅葉賀 | 34 | 若菜   |
| 8                | 花宴   | 35 | 柏木   |
| 9                | 葵     | 36 | 横笛   |
| 10               | 賢木   | 37 | 鈴虫   |
| 11               | 花散里 | 38 | 夕霧   |
| 12               | 須磨   | 39 | 御法   |
| 13               | 明石   | 40 | 幻     |
| 14               | 澪標   | 41 | 雲隠   |
| 15               | 蓬生   | 42 | 匂宮   |
| 16               | 関屋   | 43 | 紅梅   |
| 17               | 絵合   | 44 | 竹河   |
| 18               | 松風   | 45 | 橋姫   |
| 19               | 薄雲   | 46 | 椎本   |
| 20               | 朝顔   | 47 | 総角   |
| 21               | 少女   | 48 | 早蕨   |
| 22               | 玉鬘   | 49 | 宿木   |
| 23               | 初音   | 50 | 東屋   |
| 24               | 胡蝶   | 51 | 浮舟   |
| 25               | 蛍     | 52 | 蜻蛉   |
| 26               | 常夏   | 53 | 手習   |
| 27               | 篝火   | 54 | 夢浮橋 |

## あらすじ
光源氏35歳の3月から12月。
夕顔の遺児玉鬘は母の死後、4歳で乳母一家に伴われて筑紫へ下国し、乳母の夫太宰少弐が死去した後上京できぬまま、既に20歳になっていた。その美貌ゆえ求婚者が多く、乳母は玉鬘を「自分の孫」ということにして、病気で結婚できないと断り続けてきたが、中でも有力者である肥後の豪族大夫監の強引な求婚に困り果て、ついには次男・三男までもが大夫監に味方し、乳母一家は二つに分裂。長男の豊後介にはかって船で京に逃げ帰った。しかし京で母夕顔を探す当てもなく、神仏に願掛けし、長谷寺の御利益を頼み参詣の旅に出たところ、椿市の宿で偶然、元は夕顔の侍女で今は源氏に仕える右近に再会した。右近から「源氏の大臣が自分の事のように、心配して探している」と知らされ、夕顔が亡くなった時のいきさつを聞いた乳母一家は驚く。
右近の報告に源氏は玉鬘を自分の娘というふれこみで六条院に迎え、花散里を後見に夏の町の西の対に住まわせた。年の暮れ、源氏は女性らに贈る正月の晴れ着を選び、紫の上は複雑な気持ちでその様子を見ていた。

## 玉鬘の半生
玉鬘は頭中将と夕顔の間に生まれた娘で、幼名は瑠璃君といった。母夕顔は頭中将の正妻に脅され姿を隠していた時に源氏と出逢い、逢瀬の途中に不慮の死を遂げる。しかし乳母たちにはそのことは知らされず、玉鬘は乳母に連れられて九州へ流れる。そこで美しく成長し、土着の豪族大夫監の熱心な求愛を受けるが、これを拒んで都へ上京。長谷寺参詣の途上で偶然にも夕顔の侍女だった右近に再会、その紹介で源氏の邸宅・六条院に養女として引き取られる事となった。
源氏の弟宮である蛍兵部卿宮をはじめ、髭黒、柏木（実は異母兄弟）など多くの公達から懸想文を贈られる。源氏の放った蛍の光によって蛍宮に姿を見られる場面は有名。「行幸」で裳着をすませ、実父内大臣（頭中将）との対面を果たす。冷泉帝へ尚侍としての入内が決まるが、出仕直前に髭黒と突然結婚。その後髭黒との間に男児（侍従の君）、大君（冷泉院女御）、中君（今上帝尚侍）をもうける。田舎での生い立ちながら母よりも聡明で美しく、出処進退や人への対応の見事なことよと源氏を感心させた（なお「竹河」で玉鬘の後日談が語られる）。
「玉鬘」とは毛髪の美称辞。毛髪は自分の意に反して伸び続ける事から、文学では古来「どうにもならない事」「運命」を象徴する。『源氏物語』に登場する玉鬘も数奇な運命と自らの美しさが引き起こす騒動に翻弄され続けた女性である。また、平安時代には長い髪の美しさは女性の美そのものであった。以上の事から玉鬘は、作者・紫式部が物語に張りめぐらせた伏線の妙を伝える登場人物とも言える。